# 5. szimfónia (Beethoven)
Az 5., c-moll szimfónia (op. 67.) Ludwig van Beethoven 1804 és 1808 között íródott szimfóniája, az egyik legismertebb zenei kompozíció a klasszikus zenében, és egyike a legtöbbet játszott műnek a műfaján belül. Először a bécsi Theater an der Wien színházban adták elő a darabot 1808. december 22-én, ezután nyerte el a mű hatalmas hírnevét.
A második világháború óta néha a „győzelem szimfóniájának” (Victory Symphony) nevezik a művet. A „V” római szám megfelelője az arab 5-ös számnak; a második világháborúban a V-jel a győzelem szimbólumává vált a szövetségesek körében, ez okozta ezt az egybeesést. Egy másik véletlen összefüggés, hogy a V betű morzekódban három rövid és egy hosszú jelből áll, ami megegyezik a szimfónia első négy hangjának ritmusával.
A szimfónia kezdőmotívuma egy jellegzetes négyhangú ti-ti-ti-tá-á, kétszer ismételve: ( hallgat)
A mű és különösen a kezdőmotívuma az egész világon ismert, a motívum gyakran előfordul a popkultúrában.
A szimfónia négy tételből áll, és összesen 30–40 perc hosszú előadva. A négy tétel: Allegro con brio, Andante con moto, Scherzo. Allegro és Allegro.

## Története

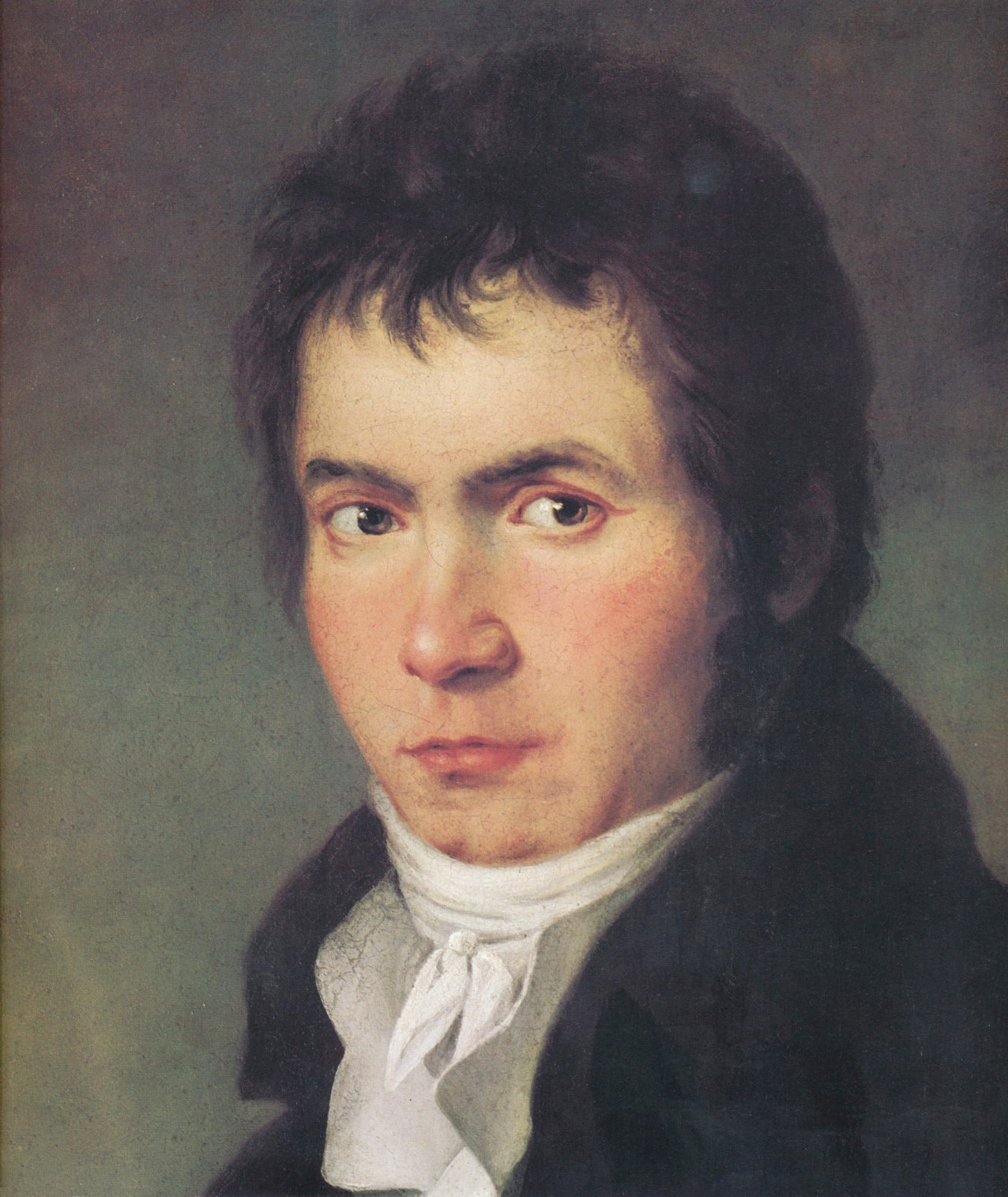
Beethoven 1804-ben, amikor elkezdett dolgozni az 5. szimfónián

### Keletkezése
A zeneköltő feltehetően nyomban az Eroica után belekezdett a c-moll szimfónia komponálásába, az első vázlatait 1804-ben írta. A mű elkészítése rengeteg időbe telt, mivel számos más zenedarabot írt Beethoven az 5. szimfóniával párhuzamosan, köztük a 4., B-dúr szimfóniát, a 23. zongoraszonátát, a 4. zongoraversenyt, a „Razumovszkij”-vonósnégyeseket, a Hegedűversenyt és a Fideliót. E művek írása közben Beethoven a harmincas évei közepén volt, magánéleti problémákkal küzdött folyamatosan előretörő siketsége következtében. Az 5. szimfónia legnagyobb részét 1807-ben írta, majd 1808-ban mutatták be először, a 6., F-dúr szimfóniával egy koncerten.

### Bemutatója

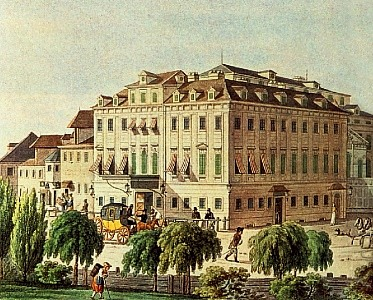
A Theater an der Wien, ahogy a 19. században nézett ki

Az 5. szimfóniát 1808. december 22-én mutatták be először a bécsi Theater an der Wienben, egy olyan óriáskoncerten, ahol csak Beethoven-műveket játszottak, és a koncertet is Beethoven rendezte. A több mint négyórás rendezvényen a két előadott szimfónia fordított sorrendben volt a programban: a 6. szimfónia az első, míg az 5. szimfónia a második felvonást indította. A koncert programja a következő volt:
1. 6., F-dúr szimfónia (Op. 68)
2. Ah! perfido (ária, Op. 65)
3. A C-dúr mise Gloria tétele
4. 4. zongoraverseny (ezt maga Beethoven játszotta)
5. Szünet
6. 5. szimfónia
7. A C-dúr mise Sanctus és Benedictus tételei
8. Beethoven zongorán játszott inmprovizációja
9. c-moll karfantázia zongorára, kórusra és zenekarra

Beethoven az 5. szimfóniát Lobkowitz hercegnek és Rasumoffsky grófnak ajánlotta, az ajánlás 1809 áprilisában jelent meg a mű első nyomtatott verziójával együtt.

### Fogadtatása és hatása
Az ősbemutatót érte némi kritika, mivel a zenekar nem játszott túl jól, mert a koncert előtt mindössze egyetlen egy próba volt. Egy idő után, amikor az egyik előadó hibázott a karfantáziában, Beethoven leállította a zenét, és újrakezdték a darabot. Másfél évvel később a német Allgemeine musikalische Zeitung zenei újságban jelent meg a szimfóniáról egy rendkívül dicsérő, ám aláíratlan cikk; később kiderült, hogy ennek írója E. T. A. Hoffmann német író volt.
A szimfónia nem sokkal később elérte máig tartó ismertségi státuszát, 1842. december 7-én a New York-i Filharmonikusok, 1931. november 2-án pedig az amerikai Nemzeti Szimfonikus Zenekar avató koncertjén is játszották. A művet először 1910-ben rögzítették hanglemezre Friedrich Kark karmesterrel és az Odeon Zenekarral. Az 5. szimfónia első tétele szerepel mindkét Voyager-szonda aranylemezén. Technikai úttörésével és érzelmi tölteteivel az 5. szimfónia hatalmas hatást gyakorolt különböző zeneszerzőkre és zenekritikusokra, továbbá olyan művészek munkáját inspirálta, mint például Brahms, Csajkovszkij, Bruckner és Berlioz.

## Hangszerelés
A c-moll szimfóniát vonós szekcióra, két fuvolára, két oboára, egy szoprán és egy C-re hangolt klarinétre, egy esz-re és egy C-re hangolt kürtre, két trombitára és üstdobra szerezte Beethoven. A negyedik tételhez további hangszerek is becsatlakoznak: egy piccolo, egy kontrafagott és három harsona.
A c-moll szimfónia hangszerelése, zenekari színei egyaránt különböznek az Eroica dús és fényes effektusaitól és a 4. szimfónia szántszándékkal redukált, kamarazenekari hanghatásaitól.

## Felépítés

### Első tétel: Allegro con brio
Az 5. szimfónia első tétele tradicionális szonátaformában íródott, ezt Beethoven bécsi klasszikus elődeitől, Joseph Haydn-től és Wolfgang Amadeus Mozart-tól örökölte. Ütemjelzése 2/4.
Az első tétel, így tulajdonképpen az egész mű egy úgynevezett sors-motívummal kezdődik, ez három rövid és egy hosszan kitartott hangból áll, majd a motívum megismétlésre kerül. Állítólag Beethoven úgy magyarázta a motívum elnevezését, hogy „így kopogtat a sors az ajtón”. Ez gyakran megismétlődik a tételen belül. A második téma Esz-dúrban íródott, ami a c-moll hozzátartozó dúrja, és két részre lehet osztani. Az első részben kürtökön, míg a második részben vonósokon, aztán fúvósokon szólal meg, majd pedig lefele haladó energikus szekvencia-menetek hallhatók. Ezek a témák a tételen belül többször megismétlődnek, majd egy kóda zárja le a műnek ezt a részét.

### Második tétel: Andante con moto
A második tételben az első tétel feszültsége oldódik, enyhül. Szabad variációs formában íródott Asz-dúrban, ütemjelzése 3/8. A tétel négy tömbre osztható, két témából áll, azonban a második téma dallama lezáratlan maradt. A tömböket általában rövid átvezetők kapcsolják egymáshoz, majd ismét egy kódával zárul le a tétel.

### Harmadik tétel: Scherzo. Allegro
A tétel itt három részre tagolódik: egy scherzóra, egy trió jellegű részre és a scherzo ismétlésére. A harmadik részt, így a tételt is egy kóda zárja le. Ütemjelzése 3/4, és ismét c-mollban van. A harmadik téma egyik jellemző dallama:
Az első rész egy basszus témából és egy sors motívumból áll össze. Először a basszus témát hallani alulról felfele, ez rögtön megismétlődik, ezután következnek a sors motívum ismétlődései. Majd ez a zenei anyag megismétlődik némi ritmikai és hangszerelési változtatással. Ezt követi ismét a basszustéma, majd az ehhez kapcsolódó ellentéma, az első részt pedig két sors motívum és egy lezárás fejez be. A második résznek mindössze egy dallama van, a trió téma, ez ismétlődik néhány változtatással a második részben, majd egy átvezető a harmadik részt bevezeti, ami az elsőnél sokkal szaggatottabb és fojtottabb, nyomottabb hangulatot tár a hallgató elé. Ezt követően csak a basszus téma váza marad meg, és a kóda lezárja a harmadik tételt, ez azonban az eddigiekhez képest sokkal drámaibb, feszültebb, és megszakítás nélkül vezet a negyedik tételbe. Ezt széles körben vélik az egyik legnagyobb zenei átvezetőnek.

### Negyedik tétel: Allegro
A negyedik tétel az elsőhöz hasonlóan szonátaformában íródott, egyes zenekritikusok szerint az első tételben megfogalmazott kérdésekre ad választ, de ütemjelzése 4/4. A tételben számos kontraszt található, főleg dinamikai jellegűek. Rendkívül hosszú kóda zárja le a művet, a szimfónia végét 29 ütem C-dúr akkord jelenti, fortissimo dinamikával játszva.

## Fordítás
- Ez a szócikk részben vagy egészben  a   Symphony No. 5 (Beethoven) című angol Wikipédia-szócikk ezen változatának fordításán alapul.  Az eredeti cikk szerkesztőit annak laptörténete sorolja fel. Ez a jelzés csupán a megfogalmazás eredetét és a szerzői jogokat jelzi, nem szolgál a cikkben szereplő információk forrásmegjelöléseként.